# Yami Shibai
Yamishibai: Histórias Japonesas de Fantasmas, também conhecido no Japão como Yami Shibai (闇 芝 居 Yami Shibai, lit. Dark Play), ou Theatre of Darkness, é uma série animada japonesa de 2013. A primeira temporada foi dirigida por Tomoya Takashima, com roteiros escritos por Hiromu Kumamoto e produzidos pela ILCA. Cada episódio foi animado de forma a imitar o método kamishibai de contar histórias. A série é organizada em uma coleção de curtas, com cada episódio tendo apenas alguns minutos de duração. Cada episódio apresenta um conto diferente baseado em mitos e lendas urbanas de origem japonesa.
A primeira temporada estreou na TV Tokyo em 14 de julho de 2013 e durou treze episódios até 29 de setembro de 2013; gerou uma série de mercadorias e um jogo para celular ao mesmo tempo em que recebeu reações variadas no final de sua transmissão. Uma segunda temporada foi ao ar de 6 de julho de 2014 a 28 de setembro de 2014, e foi dirigido por Takashi Shimizu e Noboru Iguchi, juntamente com roteiros escritos por Shōichirō Masumoto. A terceira temporada foi ao ar entre 11 de janeiro de 2016 e 3 de abril de 2016. Uma quarta temporada foi ao ar entre 16 de janeiro de 2017 e 26 de março de 2017. Uma quinta temporada foi ao ar em 2 de julho de 2017 e terminou em 1º de outubro de 2017.

## Sinopse
Toda semana às 17h um velho de máscara amarela (o narrador kamishibaiya ou kamishibai) aparece em um parque infantil e conta histórias de fantasmas baseadas em mitos e lendas urbanas de origem japonesa. O homem conta as histórias na parte de trás de sua bicicleta usando um método tradicional kamishibai (D 芝 居, Paper Drama) e apresenta um novo conto a cada semana. Na terceira temporada, em vez do velho em uma máscara amarela e em seu palco kamishibai, um menino (mais tarde revelado como o narrador em forma de criança) senta-se em um escorregador e canta: "Amigos daquele lado, vem para este lado ... Amigos deste lado, vão para esse lado ... "enquanto ele desenha ilustrações das criaturas nas histórias. No final de cada episódio, a máscara do narrador canta a canção de encerramento para ele, multiplicando-se em número à medida que cada episódio termina com o final sendo usado no rosto do menino. A partir da 4ª temporada, o kamishibaiya retorna, contando as histórias para as crianças em um playground a cada 5 da tarde, voltando ao formato original das Estações 1 e 2. Na 5ª temporada, as crianças não são vistas brincando nos balanços. Em vez disso, eles se reúnem ao chamado do velho em silhueta.

## Produção

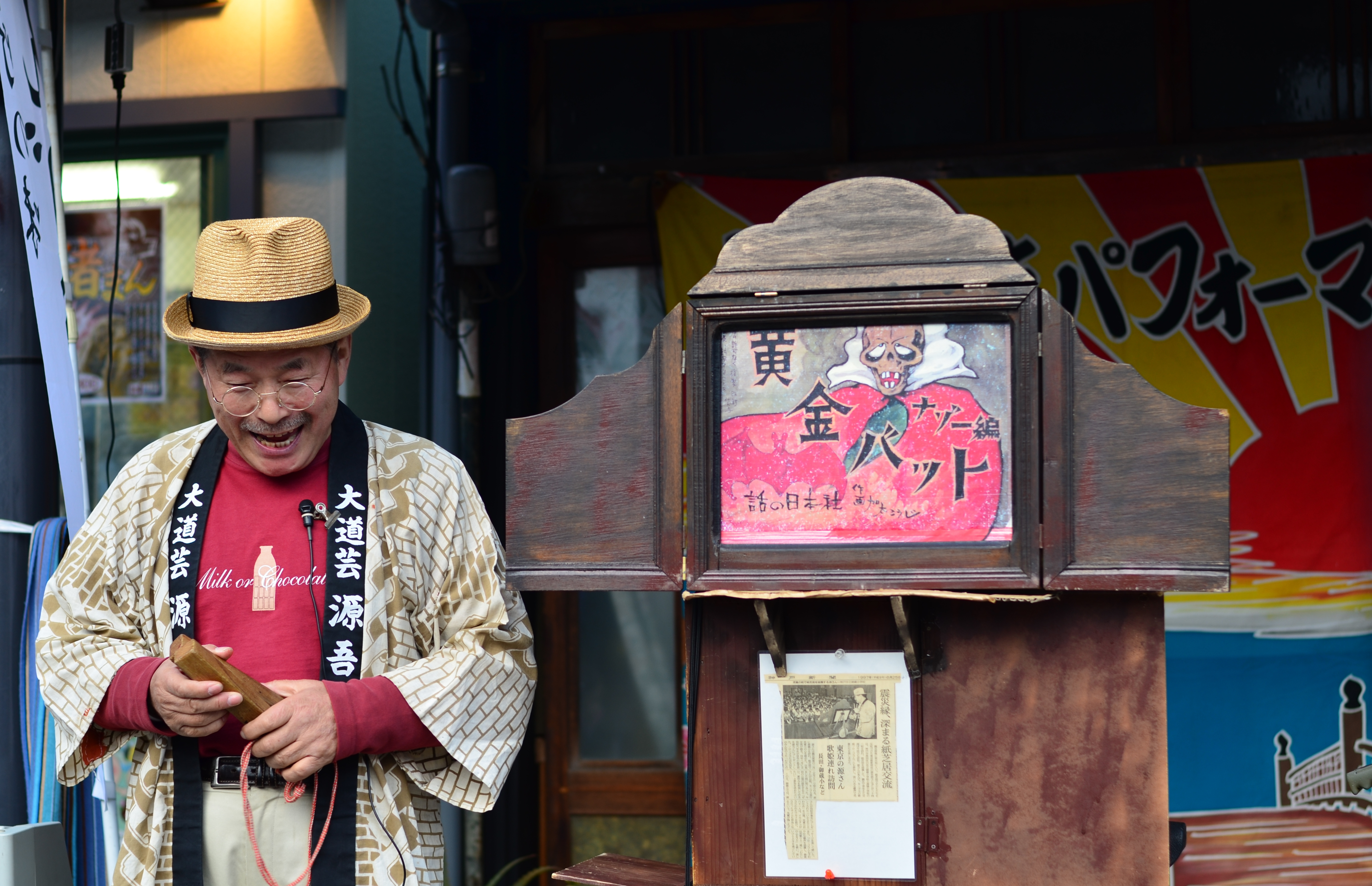
A série teve como objetivo imitar a arte tradicional de contar histórias kamishibai.

A primeira temporada da série é produzida pela ILCA e dirigida por Tomoya Takashima, juntamente com roteiro escrito por Hiromu Kumamoto e narrado por Kanji Tsuda. A série é animada de maneira a imitar um método japonês tradicional de contar histórias conhecido como Kamishibai.
A segunda temporada foi dirigida por Takashi Shimizu e Noboru Iguchi, enquanto Shōichirō Masumoto escreveu o roteiro.

## Lançamento
A primeira temporada de 13 episódios estreou em 14 de julho de 2013 na TV Tokyo durante o horário de 26:15 (02:15 JST) da estação, o que tecnicamente resultou nos episódios exibidos nos dias seguintes aos agendados. A série foi posteriormente exibida no AT-X. O Crunchyroll também adquiriu as duas temporadas da série para transmissão on-line simultânea em algumas partes do mundo com legendas em inglês. Em 4 de abril de 2014, a All-Entertainment Co., Ltd. lançou a primeira temporada em sua totalidade em um único volume de DVD no Japão. A primeira temporada foi licenciada pela Sentai Filmworks. Uma segunda temporada foi ao ar de 6 de julho de 2014 a 28 de setembro de 2014. Uma terceira temporada foi ao ar a partir de 11 de janeiro de 2016 a 3 de abril de 2016. Uma quarta temporada estreou em janeiro de 2017. Uma quinta temporada estreou em julho de 2017.